# Abisso (opera)
Abisso è un'opera di Antonio Smareglia su libretto di Silvio Benco. Fu rappresentata per la prima volta al Teatro alla Scala di Milano il 10 febbraio 1914. La première ebbe un grandissimo successo («Gli applausi hanno avuto qualche cosa dell'apoteosi»). Si tratta dell'ultima opera di Smareglia (ad eccezione di Pittori fiamminghi, che è solo una revisione di Cornill Schut, un lavoro precedente).
L'opera si distingue «per una gustosa varietà di ritmi e di colori orchestrali, ravvivata da un strumentale ricco ma non sovraccarico». Il linguaggio dell'orchestra, in continuo concitamento, è fondamentale in ogni episodio dell'opera e può tendere a sovrastare le voci, la cui linea melodica si fonde nel commento orchestrale. I momenti più intensi si trovano nel secondo atto: nel duetto tra Gisca e il frate e nella parte finale, che rappresenta lo scontro tra Gisca e Mariela e la lotta tra gli insorti lombardi e gli invasori.

## Interpreti della prima rappresentazione
| Personaggio   | Interprete               |
| ------------- | ------------------------ |
| Hanno         | Icilio Calleja           |
| Vito Krainach | Emilio Bione             |
| Anselmo       | Berardo Berardi          |
| Gisca         | Ernestina Poli-Randaccio |
| Mariela       | Claudia Muzio            |

Direttore: Tullio Serafin.

## Trama
La vicenda si svolge tra il 1175 e il 1176, al tempo della quinta discesa in Italia di Federico Barbarossa.
Si tratta di un «poema patriottico, nel quale si innesta un torbido e travolgente dramma di amore e di gelosia».

### Atto I
Hanno, barone germanico, diretto in italia passando le alpi, prende possesso con i suoi soldati della capanna del vecchio pastore Anselmo, che vive con le due nipoti Mariela e Gisca. Mariela si sente attratta da Hanno, ma questo cerca di conquistare Gisca, che prima lo rifiuta poi gli si concede dopo i suoi violenti approcci e gli giura che sarà sua per sempre. Hanno cede Mariela al suo scudiero Vito. Entrambe le donne sono così portate via.

### Atto II
In un castello di un borgo lombardo Hanno si stufa presto di Gisca e cerca di sottrarre Mariela a Vito, ignorando che i lombardi si preparano alla riscossa.. Gisca, in preda alla gelosia, ascolta i suggerimenti di un frate che approfitta del suo stato d'animo e le consiglia di uccidere Hanno per eliminare un oppressore. Ma all'ultimo momento a Gisca manca il coraggio di compiere quel gesto. Ne nasce una lotta tra Gisca, Mariela e Hanno, al termine della quale Gisca chiama i suoi concittadini che intanto danno l'assalto al castello e hanno ucciso Vito e così  Hanno e le due donne vengono catturati e imprigionati nella torre.

### Atto III
I Lombardi hanno sconfitto gli invasori. Gisca è impazzita per il dolore. Quando capisce che i suoi sono stati sconfitti, Hanno cerca disperatamente di fuggire dalla torre dove è incarcerato, approfittando della corda esistente per suonare la campana della torre. Nel tentativo di fuga Hanno si imbatte in Mariela che vuole fuggire con lui. Gisca allora  butta Mariela giù dalla torre. Gisca vaneggia e in uno sprazzo di lucidità torna a giurare ad Hanno amore eterno. Hanno la respinge mentre accorrono i lombardi allertati dalla caduta di Mariela e viene così ferito a morte, e muore delirando fra le braccia di Gisca.